# Aston-by-Sutton
Aston-by-Sutton (lub Aston) – wieś w Anglii, w hrabstwie ceremonialnym Cheshire, w dystrykcie (unitary authority) Cheshire West and Chester, położona na południowy wschód od miasta Runcorn.